# Enterális fehérjevesztő-szindróma
Az enterális fehérjevesztő-szindróma az emésztőtraktus kórosan fokozott fehérjevesztése. Rendes esetben is vesztünk naponta kis mennyiségű fehérjét, de ez esetben az albumin nevű fehérje vesztése meghaladja a napi 20%-ot. Minden típusú fehérje „szivárog”.

## Okai
Nyirokpangás a belekben gyulladás, a bélrendszeri vénás-elfolyás akadályozottsága miatt (jobb szívfél elégtelenség), magasabb nyirokérnyomás (filiariasis, constrictiv pericarditis). Veleszületett nyirokér-tágulat.

## Tünettan
Fogyás, hasmenés, felszívódási zavarok. Fehérjehiányos vizenyő.

## Labor
Csökkent vérplazma-fehérje (pl. albumin és immun-globulinok) és fehérvérsejt szám.

## Elkülönítés
Számos vese, máj és szív eredetű fehérjevesztő vagy fehérjehiányos állapot.

## Kimutatás
Klinikum

### Labor
A széklet ún. alfa1-antitripszin tartalma nő. Intestinális AT-clearance-mérés és radioizotópos vizsgálat.

## Kezelés
Az ok kezelése, zsírmegszorítás.